# Serpula
Serpula Linnaeus, 1758 è un genere di anellidi policheti della famiglia dei Serpulidae.
Le serpole sono vermi molto simili ai vermi tubiformi della famiglia dei Sabellidae, eccetto che le serpole hanno un operculum cartilagineo che chiude l'ingresso del loro tubo protettivo una volta che l'animale vi si è rifugiato. Il tratto più distintivo del genus Serpula è la loro "corona" colorata a forma di ventaglio, usata per respirare e per alimentarsi.

## Specie
La tassonomia del genus Serpula non è ben compresa, con certe fonti che hanno attribuito al genere 383 specie e sottospecie differenti, anche se il genus comprende, nel 2018, 29 specie riconosciute che sono oggetto di studio e rivalutazione da parte dei tassonomisti.
- Serpula cavernicola (Fassari & Mollica, 1991), Messina
- Serpula columbiana (Johnson, 1901), Puget Sound
- Serpula concharum (Langerhans, 1880), Madeira
- Serpula crenata (Ehlers, 1908), Zanzibar,
- Serpula granulosa , Kagoshima e Enoshima
- Serpula hartmanae (Reish, 1968), Bikini
- Serpula indica (Parab & Gaikwad, 1989), India
- Serpula israelitica (Amoureux, 1976), Haifa
- Serpula japonica (Imajima, 1979), Honshū
- Serpula jukesii, Pacifico Indo-Occidentale
- Serpula lobiancoi (Rioja, 1917), Mediterraneaneo-Atlantico
- Serpula longituba (Imajima, 1979), Honshu
- Serpula maorica, Nuova Zelanda
- Serpula nanhaiensis (Sun & Yang, 2001), Mar Cinese Meridionale
- Serpula narconensis (Baird, 1865), Narcon Island, Antarctico
- Serpula oshimae (Imajima & ten Hove, 1984), Pacifico Indo-Occidentale
- Serpula pacifica (Uchida, 1978), Sabiura, Giappone
- Serpula philippensis (McIntosh, 1885), Filippine
- Serpula planorbis (Southward, 1963), Mare d'Irlanda; bathyal
- Serpula rubens (Straughan, 1967), Queensland, New South Wales, Australia
- Serpula sinica (Wu & Chen, 1979), Mar Cinese Meridionale
- Serpula tetratropia (Imajima & ten Hove, 1984), Palau e Isole Caroline[6]
- Serpula uschakovi (Kupriyanova, 1999), Gilderbrandt Island, Mar del Giappone
- Serpula vasifera (Haswell, 1885), Port Jackson, Australia
- Serpula vermicularis (Linnaeus, 1767), Europa occidentale
- Serpula vittata (Augener, 1914), Shark Bay, Australia Occidentale; Pacifico Indo-Occidentale
- Serpula watsoni (Willey, 1905), Trincomalee, Sri Lanka; Pacifico Indo-Occidentale
- Serpula willeyi (Pillai, 1971), Sri Lanka
- Serpula zelandica (Baird, 1865), Nuova Zelanda